# 경기일보
경기일보(京畿日報, Kyeonggi Ilbo)는 1988년 8월8일 창간한 일간지이며 동명의 신문사이다.

## 제작시기
1988년 8월8일(창간)

## 내용
경기도와 인천광역시를 주활동 대상으로 하는 광역단위 지역신문으로 경기·인천 지방신문 중 구독률, 열독률 1위 자리를 유지하고 있다.
1987년 10월 13일 오후 1시, 수원시 장안구 조원동에 꾸려진 ‘경기일보 창립사무소’ 에 군부정권 언론통폐합으로 언론 자유에 목말랐던 지역 인사 9명이 주축이 되어 창간준비위원회를 구성한 뒤 1년여 가까운 시간동안 준비 기간을 거쳐 설립됐다. 창간 당시 전국 지방신문 최초로 윤전기를 도입, 화제를 모은 바 있다.
경기·인천 지역언론 중 최초로 네이버-카카오 뉴스콘텐츠제휴(CP·Contents Provider)사로 선정됐다. 수도권에 위치, 전국지와 치열하게 경쟁하는 환경 속에서도 건실하게 운영되는 지역일간지로 평가받고 있다.
사시는 민주언론구현, 신뢰사회건설, 지방문화창달이다.

## 역대 대표이사
- 윤석한(1987.10.14∼1990.3.18)

- 신선철(1990.3.19∼1993.3.25)

- 홍기헌(1993.3.26∼1996.3.28.)

- 신선철(1996.3.29∼1998.11.19)

- 김재봉(1998.11.20∼1999.4.8)

- 신창기(1999.4.9∼2008.3.5)

- 이현락(2008.3.6∼2011.3.29)

- 임창열(2011.3.30∼2014.9.2.)

- 신선철(2014.9.18∼2017.3.29)

- 신항철(2017.3.29∼현재)

- 이순국(2023.9.12∼현재)

## 역대 편집국장
- 오양동(1988.6.16∼1989.8.31)

- 김창규(1989.9.1∼1990.6.27)

- 이진영(1990.8.29∼1993.8.12)

- 임순만(1993.8.13∼1996. 4. 2)

- 김문수(1996.4.2∼1997.5.6)

- 정용준(1997.5.6∼1998.4.30)

- 김동일(1998.5.1∼2002.12.1)

- 박흥석(2002.12.2∼2008.3.6)

- 이민용(2008.3.7∼2010.3.16)

- 이연섭(2010.3.17∼2011.7.10)

- 최종식(2011.7.11∼2016.10.3)

- 정근호(2016.10.4∼2018.1.22)

- 정일형(2018.1.26∼2021.1.3)

- 이용성(2021.1.4∼현재)

## 연혁
- 1987년 10월 13일 창립 발기인총회
- 1987년 12월 1일 경기일보 사옥 준공
- 1988년 4월 25일 정기간행물 등록
- 1988년 8월 8일 창간PR판 발행(석간 12면)
- 전국 지방지 최초 CTS제작시스템 도입
- 1988년 8월 17일 지령 제1호 발행
- 1989년 12월 9일 지령 제100호 발행
- 1989년 3월 영상화보 잡지 월간 ‘포토경기’ 창간
- 1991년 11월 16일 지령 1000호 발행
- 1997년 1월 1일 전면 가로쓰기 도입
- 1998년 11월 1일 국내 일간지 최초 디지털뉴스 스크롤링 서비스 시스템 구축
- 2005년 1월 3일 지령 5000호 발생
- 2009년 10월 22일 네이버 뉴스캐스트 서비스 시작
- 2011년 11월 23일 네이버뉴스 검색파트너 선정
- 2013년 2월 1일 경기일보 서울본부 개소식
- 2015년 10월 8일 경기일보 산하 사단법인 경기발전연구원 설립
- 2021년 12월 29일 경기일보 세종미디어센터 건립을 위한 ‘경기일보-세종시 업무협약’
- 2022년 10월 14일 네이버-카카오 뉴스콘텐츠제휴사(CP) 선정
- 2023년 11월 10일 지령 10,000호 발행
- 2023년 경기일보 경제매체 종합경제일간지 한양경제 창간
- 2024년 1월 31일 지역신문발전기금 11년 연속 우선지원대상사 선정